# 언러브드
《언러브드》(Unloved)는 일본에서 제작된 만다 쿠니토시 감독의 2001년 드라마, 멜로/로맨스 영화이다. 마츠오카 슌스케 등이 주연으로 출연하였고 센토 다케노리 등이 제작에 참여하였다. 2001 칸 영화제에서 Grand Rail d'Or상과 퓨처 탤런트 상을 받았다.

## 출연

### 주연
- 마츠오카 슌스케
- 모리구치 요우코
- 나카무라 토오루

### 조연
- 카게야마 미츠코